# Orlando Grosso
Orlando Grosso (Genova, 1882 – Bonassola, 1968) è stato un pittore e storico dell'arte italiano, direttore dell'ufficio belle arti di Genova..

## Biografia
Orlando Grosso nacque il 10 gennaio 1882, a Genova, da Francesco Giacinto, discendente dall'omonima famiglia di ceramisti albisolesi, e da Maria Galli. 
Dal 1891 al 1898 compì gli studi classici al Collegio Nazionale Umberto I di Torino e poi al Collegio Nazionale Cristoforo Colombo di Genova e, a partire dal 1898, fu allievo ai corsi di disegno del Begey. Nella pittura si perfezionò frequentando lo studio di Giuseppe Pennasilico e si iscrisse ai corsi dell'Accademia Ligustica, che seguì nel solo anno accademico 1903-4. Maturò, di fatto, la sua esperienza pittorica presso lo studio del Pennasilico, presso il quale restò come stretto collaboratore dal 1902/3 al 1906. Qui eseguì abbozzi per tele di grandi dimensioni, ad esempio per il ritratto della genovese Wanda Paola Lottero (Spotorno 1880-Genova 1963), che sposò il 5 settembre 1909 a Londra Ermanno principe di Sassonia-Weimar.
Presso l'Accademia Ligustica conobbe i pittori Giovanni Ardy e Eugenio Olivari e il critico Paolo de Gaufridy. Nel 1904 Plinio Nomellini lo invitò a partecipare alla Mostra dell'Arte Italiana a Londra, e l'Italian Hospital acquistò una sua opera. Nello stesso anno frequentò anche lo studio di Cesare Viazzi, di cui scrisse anche la biografia. Espose a Londra nel 1904 e a Milano nel 1906.
Il ruolo maggiore lo coprì come conservatore dei monumenti storico artistici di Genova. La svolta nella sua vita giunse nel 1906-8, quando si laureò in giurisprudenza presso l'Università di Genova e poco dopo fu nominato direttore dei Musei civici genovesi. Nel 1908 vinse un pubblico concorso per l'idoneità al posto di ispettore delle raccolte artistiche del Castello Sforzesco di Milano. Grazie a questa idoneità, nel 1909 lo storico Gaetano Poggi lo chiamò a coprire la carica di segretario della sezione artistica dell'ufficio di belle arti del comune di Genova. Questo ufficio, istituito nel 1905, doveva amministrare e gestire il patrimonio artistico, archeologico, storico, scientifico del capoluogo ligure, con le annesse gallerie e musei, palazzi acquisiti, e altri manufatti. Tale incarico rappresentò una svolta nella carriera di Grosso, affiancando l'assessore Gaetano Poggi sin dalla fase dell'istituzione dell'ufficio. La prima novità fu rappresentata dagli "scrostamenti", ovvero l'eliminazione nel centro storico degli intonaci post-rinascimentali dai palazzi per riportare alla vista le strutture murarie originarie medioevali degli edifici. Tale pratica venne avviata nel 1908-1910. In tale attività Orlando Grosso fu coadiuvato da Domenico Castagna, autore di una nota guida della città di Genova del 1928. Collaborò inoltre come critico d'arte al quotidiano Il Corriere di Genova diretto da Luigi Becherucci.
Come pittore partecipò all'Esposizione nazionale italiana di belle arti a Milano e alla LIII edizione delle esposizioni della Società promotrice di belle arti. A quest'ultima manifestazione annuale continuò a partecipare sino al 1955. Alla Biennale di Venezia nel 1907 entrò in contatto Umberto Boccioni e l'ambiente dei Futuristi. Espose ancora a Torino nel 1923, a Roma nel 1931, ripetutamente a Venezia, a Budapest nel 1935, a Buenos Aires nel 1950. Lasciò anche dipinti di viaggio (Africa e Turchia), ritratti, ma in particolare si ritrasse le luminose riviere liguri.
Membro del Gruppo di Albaro, frequentò abitualmente la località di Bonassola, che fu fonte di ispirazione per le sue marine. Come artista indagò particolarmente i sentimenti dell'animo e l'essenza della natura. Influenzato prima dall'impressionismo e dal divisionismo, successivamente dalla pittura orientale, della quale poté vedere esempi nel Museo Chiossone di Genova.